# Dos Hermanas, Chiapas
Dos Hermanas är en ort i Mexiko.   Den ligger i kommunen Motozintla och delstaten Chiapas, i den sydöstra delen av landet, 900 km sydost om huvudstaden Mexico City. Dos Hermanas ligger 2 427 meter över havet och antalet invånare är 161.
Terrängen runt Dos Hermanas är huvudsakligen bergig, men den allra närmaste omgivningen är kuperad. Runt Dos Hermanas är det ganska tätbefolkat, med 172 invånare per kvadratkilometer. Närmaste större samhälle är Motozintla de Mendoza, 16,7 km norr om Dos Hermanas. I omgivningarna runt Dos Hermanas växer i huvudsak städsegrön lövskog.